# Kurt Riedel (Mediziner)

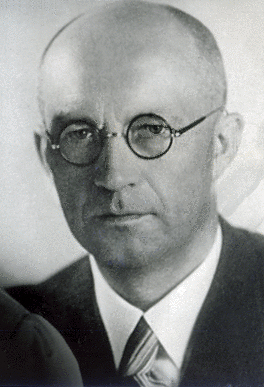
Kurt Riedel

Kurt Riedel (* 18. März 1890 in Bitterfeld; † 22. März 1948 in Selenogradsk) war ein deutscher Arzt in Ostpreußen.

## Leben
Riedel war Sohn des praktischen Arztes Dr. Oskar Riedel in Bitterfeld. Er studierte an der Albertus-Universität Königsberg Medizin. 1908 wurde er im Corps Littuania aktiv. Für den Königsberger Senioren-Convent war er 1913 Vorsitzender des oKC. 1914 wechselte er an die heimatliche Friedrichs-Universität Halle, an der er zum Dr. med. promoviert wurde. Das Corps Neoborussia Halle verlieh ihm 1917 das Band. Er war ab 1914 Soldat im Deutschen Heer und nahm bis 1918 am Ersten Weltkrieg teil. 1919 wurde er entlassen.
In Heiligenbeil wurde er Kreisarzt und Medizinalrat. Vor dem Krieg war er Leiter des Medizinischen Beamtenvereins, Bezirk Königsberg, des Vereins der Hausärzte Ostpreußens und des Deutschen Roten Kreuz Heiligenbeil. Gegen Ende des Deutsch-Sowjetischen Krieges beauftragte ihn Kurt Angermann, der Regierungspräsident im Regierungsbezirk Königsberg, mit der ärztlichen Versorgung des Samlands. Als die Rote Armee Ostpreußen eroberte und 800.000 Menschen über Heiligenbeil nach Westen flohen, wuchs ihm eine Schlüsselrolle in der Betreuung von kranken Flüchtlingen und verwundeten Soldaten zu:

„Heiligenbeil war fast das einzige Nadelöhr, das zur Flucht blieb. Die Kreisstadt war völlig überfüllt mit vielen Tausenden von Flüchtlingen und somit auch mit zahlreichen kranken Zivilisten und verwundeten Soldaten. Das Kreiskrankenhaus war ständig überbelegt. Um Platz für nachrückende schwerkranke Patienten zu schaffen, ließ sein Leiter Dr. Kurt Riedel transportfähige Kranke nach und nach über den Heiligenbeiler Hafen und das Frische Haff nach Pillau verlegen, von wo sie dann nach Westen transportiert werden konnten. Als selbst das Heiligenbeiler Krankenhaus von Granaten- und Fliegerbeschuss betroffen war, räumte Dr. Riedel das Hospital und verlegte es nach Fischhausen. Er war schon zuvor vom Regierungspräsidenten beauftragt worden, sich um die ärztliche Versorgung im Samland zu kümmern. Noch bevor Fischhausen am 16. April in Schutt und Asche versank, verlegte Dr. Riedel die Reste des Heiligenbeiler Krankenhauses nach Palmnicken, wo es ein altes Bergwerkskrankenhaus gab. Nach eineinhalb Jahren Arbeit mußte Dr. Riedel nach Cranz umsiedeln, wo er auch wieder ein kleines Krankenhaus einrichtete. Dort verstarb der verdiente Arzt Anfang 1948.“

Riedel war 1945–1948 in sowjetischer Internierung als Arzt in Palmnicken und Cranz tätig. Seine Frau Susanne konnte 1948 mit der Belegschaft nach Westen ausreisen. Sie starb 1990 im Alter von 100 Jahren.

## Siehe auch

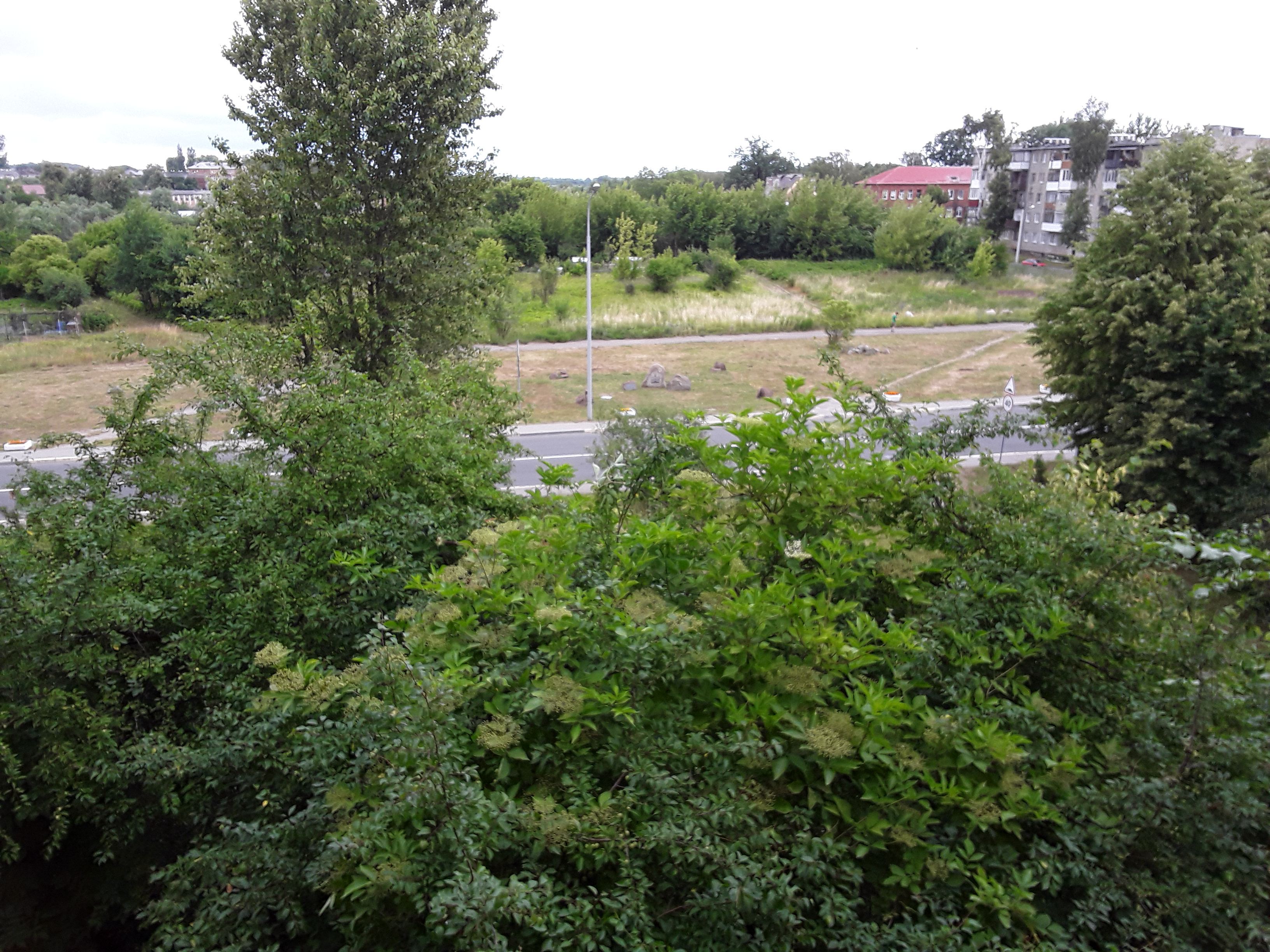
Gegend der Altstadt von Heiligenbeil (2018)